# Хопёрское
Хопёрское — село в Балашовском районе Саратовской области. Административный центр Хопёрского муниципального образования.

## История
В 1961 году указом Президиума Верховного Совета РСФСР село Большая Грязнуха переименовано в Хопёрское.

## Палеонтология
В окрестностях села расположено одноимённое палеонтологическое местонахождение, отложения которого относятся к верхнему мелу.

## Население
| 2002 | 2010  |
| ---- | ----- |
| 2981 | ↘2640 |